# Floridsdorf
Floridsdorf ( [ˈflɔːʀɪʦˌdɔʁf] (ajuda·info)) é um distrito de Viena.

## Política

### Líder
O líder de Floridsdorf se chama Heinz Lehner (SPÖ).

### Conselho distrital
- SPÖ 35
- FPÖ 10
- ÖVP 8
- Os Verdes 6
- BZÖ 1